# Manuel Montano
Manuel Montano es una serie de historieta de Miguelanxo Prado y Fernando Luna publicada por primera vez en 1988 en la revista Cairo, con posterior recopilación en álbum. Manuel Montano es uno de los pocos personajes de historieta que antes de verse y leerse se oyó y se soñó.

## Creación
Manuel Montano nació dos veces. La primera, un 23 de octubre de 1981, a las dos de la madrugada, en una emisora pública, Radio 3 de RNE. Concebido por la junta de creadores de Tris Tras Tres, fue llevado al guion radiofónico por Fernando Luna.
Durante varios años Montano permaneció en las noches de Radio 3, hasta su segunda epifanía, en la primavera de 1988, en la clínica privada de la revista "Cairo" de Norma Editorial. En esta ocasión su padrino sería el galego Miguelanxo Prado, de oficio historietista y animador.

### El manantial de la noche: serial radiofónico
Al final del verano de 1981 se reunieron en la Casa de la Radio de Prado del Rey, en Madrid, cuatro individuos nacidos al inicio de la década de 1950: Alicia Montano (periodista), José Luis Troyano (diseñador creativo), Fernando Luna (músico y guionista) y Carlos Faraco (locutor y convocante). El objetivo era trazar el boceto de los "cuatro héroes buscadores de "El manantial de la noche", a partir de una idea original del Faraco. Manuel Montano fue uno de ellos: detective privado solterón y perezoso, misántropo, epicúreo carpetovetónico, honrado y pobre de solemnidad. Sus atributos: una lata de sardinas, un perchero, un sombrero a lo Marlowe, una poética en las antípodas del agente de la Continental de Hammett, una vecina prostituta, un amigo ladrón (del tipo chorizo mangante), el "Pesca", un círculo de jugadores de mus en el bar de Freddy, una moto-vespa con sidecar, un amor imposible (la chinita "Ruiseñor-que-Duerme-en-la-Palma-de-mi-Mano") y el fondo cacofónico de una ciudad portuaria universal.

### No niño novo do vento
En el nido nuevo del viento, enclencle y velludo, Montano nació por segunda vez en la imaginación insomne de un historietista y animador gallego, Miguelanxo Prado. Corría el año 1987 cuando Prado y Luna se reúnen en una cafetería de una capital europea para diseñar el 'montano visualizado'. Los monos se desbordan por las servilletas de papel, los diarios de viaje y los forros de las gabardinas.

## Trayectoria editorial
Tras su publicación seriada en la revista "Cairo", Norma, entonces una incipiente multinacional, publicó en 1989 el álbum Manuel Montano. El manantial de la noche como número 17 de su colección Los Álbumes del Cairo. Su subtítulo de El manantial de la noche hacía honor a su origen radiofónico y en aquella época relativamente mítico en ciertos círculos noctámbulos.
Tras aquella primera edición, se han sucedido periódicamente muchas otras. No hubo una segunda parte.
Se ha reeditado numerosas veces, tanto en castellano como en otros idiomas. Ha sido traducido a más de treinta idiomas.
En 1991 se le concedió el Premio Alph-Art al Mejor Álbum extranjero en el Festival Internacional de la Historieta de Angulema.

## Argumento y personajes
Manuel Montano, modesto detective para casos inconfesables, se enfrentará a lo largo de varias historietas con diferentes encarnaciones del mal, sintetizadas en la nebulosa iconografía de un Escorpión, espíritu de la destrucción. A pesar de tan filosófico y fantástico planteamiento, la estética y la dinámica existencial de Montano se presentan como humorísticos episodios de la picaresca urbana, con un regusto poético final que se destila con igual intensidad de los dibujos de Prado y las tramas de Luna. Los edificios dislocadamente inclinados, los brillantes colores de la noche y el paso de las estrellas fugaces sirven de fondo a los más bellos tópicos del género policiaco.

### Personajes
- Manuel Montano.- Protagonista de la serie de historietas recogidas en el álbum.
- El Pesca.- Ladrón de barrio y ex-presidiario. Amigo y confidente. El Sancho de todo Quijote.
- Hebra de Lino.- Una auténtica Black Star. Amiga del barrio.
- Sargento Sánchez Boticario.- El contacto útil en la comisaría del distrito.
- Fredy.- Propietario de uno de los bares del barrio del puerto, en el que suelen organizarse filosóficas partidas de mus.
- Zazo López.- Uno de los jugadores del Bar de Fredy. Cecea al hablar.
- Three Fingers.- Otro jugador, a pesar de tener solo tres dedos en la mano que no sujeta los naipes, saca bastantes reyes.
- Buffrey el Rata.- También jugador de mus, con cara y ojillos de roedor.
- Ruiseñor.- La novia china de Montano. Su nombre completo es un haiku... de autor desconocido.
- La portera.- Mujer de generosa complexión física, que trabaja en el inmueble donde vive y tiene su oficina Montano. Su oficio de portera ha pasado a la historia (fue sustituido por empleado de finca pública, conserje y, progresivamente, guardia-jurado).